# NGC 4493-2
NGC 4493-2 (другие обозначения — MCG 0-32-17, ZWG 14.56, NPM1G +00.0377, PGC 1170468) — галактика в созвездии Девы. Компонент взаимодействующей пары галактик.
Этот объект не входит в число перечисленных в оригинальной редакции «Нового общего каталога» и был добавлен позднее.
Линзовидная галактика-компаньон NGC 4493-1, находящаяся в 1,7′ на северо-западе, имеет искажённый диск и показывает явные следы взаимодействия с галактикой NGC 4493-2. Это взаимодействие приводит к наличию в NGC 4493-1 достаточно молодого звёздного населения (по сравнению с типичными линзовидными галактиками, в которых скорость звездообразования мала) и, следовательно, появлению сверхновых.
Радиальная скорость 6842 ± 3 км/с. Галактика вытянута с северо-запада на юго-восток (позиционный угол 115°).